# 蘭嶼雅美族野銀部落傳統建築
蘭嶼達悟族（雅美）野銀部落傳統建築，是臺灣臺東縣蘭嶼鄉東清村地區的傳統聚落的總稱。也是達悟族保存最完整的傳統建築聚落，後於2002年登錄為臺東縣歷史建築傳統聚落類。

## 沿革
野銀部落位於蘭嶼東岸，面臨東清灣，其地形為傾斜泥濕地，原名為「iwaginu」（或ibajinu），其名源於在此地生長的木頭和草，其中「i」一詞為達悟族的地名所附加的詞語。另有一種說法認為野銀部落的祖先來自巴丹群島，舊稱為「valino」，意為馬鞍藤。傳說由於馬鞍藤在兩地之間廣泛生長，並且與菲律賓的巴丹群島相連，因此發生了爭吵，最終導致陸地和海洋之間的連接中斷。
另一個傳說認為在古代曾有名來自菲律賓的男子，因為捕魚不慎漂流到蘭嶼。他和當地的一位寡婦結婚，後來拋棄子女雙雙駕船回到了菲律賓。當當地發生飢荒時，他又回到蘭嶼，但卻遭到了岳家的排斥。夫婦倆只好在當時還是無人居住的東南海岸建立了野銀部落。
自蘭嶼開墾以來，各部落傳統的家屋均是以依山面海興建的深穴式建築作為代表。日治時期，野銀部落被稱為「イワギヌ社」（Ivalino），日本人開始在蘭嶼興各地興建番童教育所、派出所、宿舍等鋼筋水泥建築，但是對蘭原有的嶼傳統建築並採取干涉，並對於該傳統建築進行繪及研究計畫。
然而自1966年，因應國民政府蘭嶼實施國宅計畫，拆除了傳統半穴居家屋，就地改建位於東清部落的94戶國宅。由於野銀、朗島部落國宅是另建於原部落外，因此當時野銀、朗島地區仍保留著傳統建築。但自1994年開始的海砂屋改建計畫中，朗島舊聚落的傳統家屋多被改建成水泥房屋，現在僅有野銀部落保存較完整的傳統建築群。
自21世紀起，由於旅遊業於蘭嶼的發展使住宿量大增，近幾年來共有1~2間傳統地下建築遭到拆除，改建成現代住宿。。2002年，因野銀部落保留島上完整的傳統聚落，文化建設委員會曾提報該處為臺灣世界遺產潛力點之一。
當前因應野銀部落傳統建築仍作為私有地使用，一般建築仍由部落的人帶領參觀。

## 建築設計

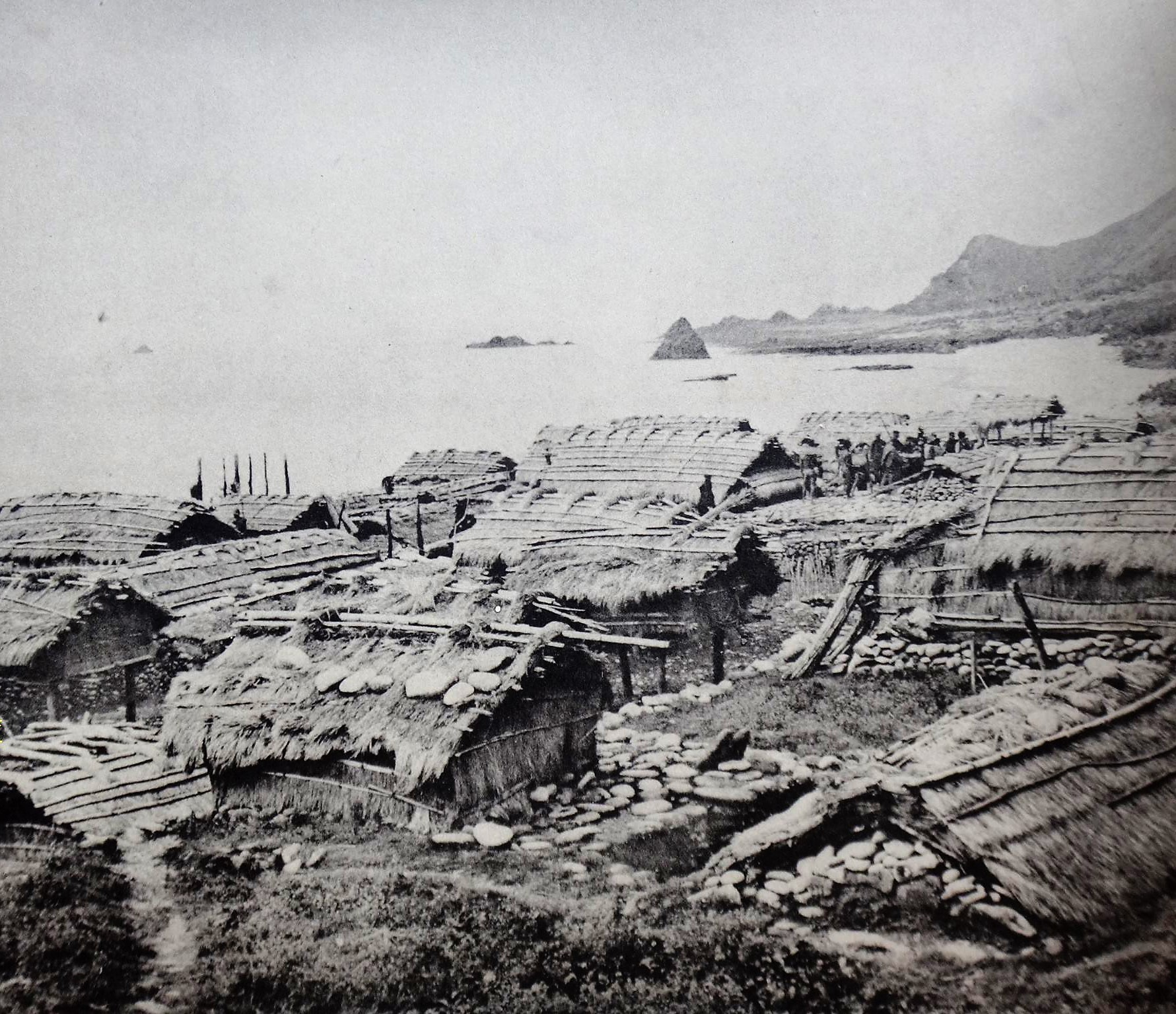
1930年代的達悟族部落
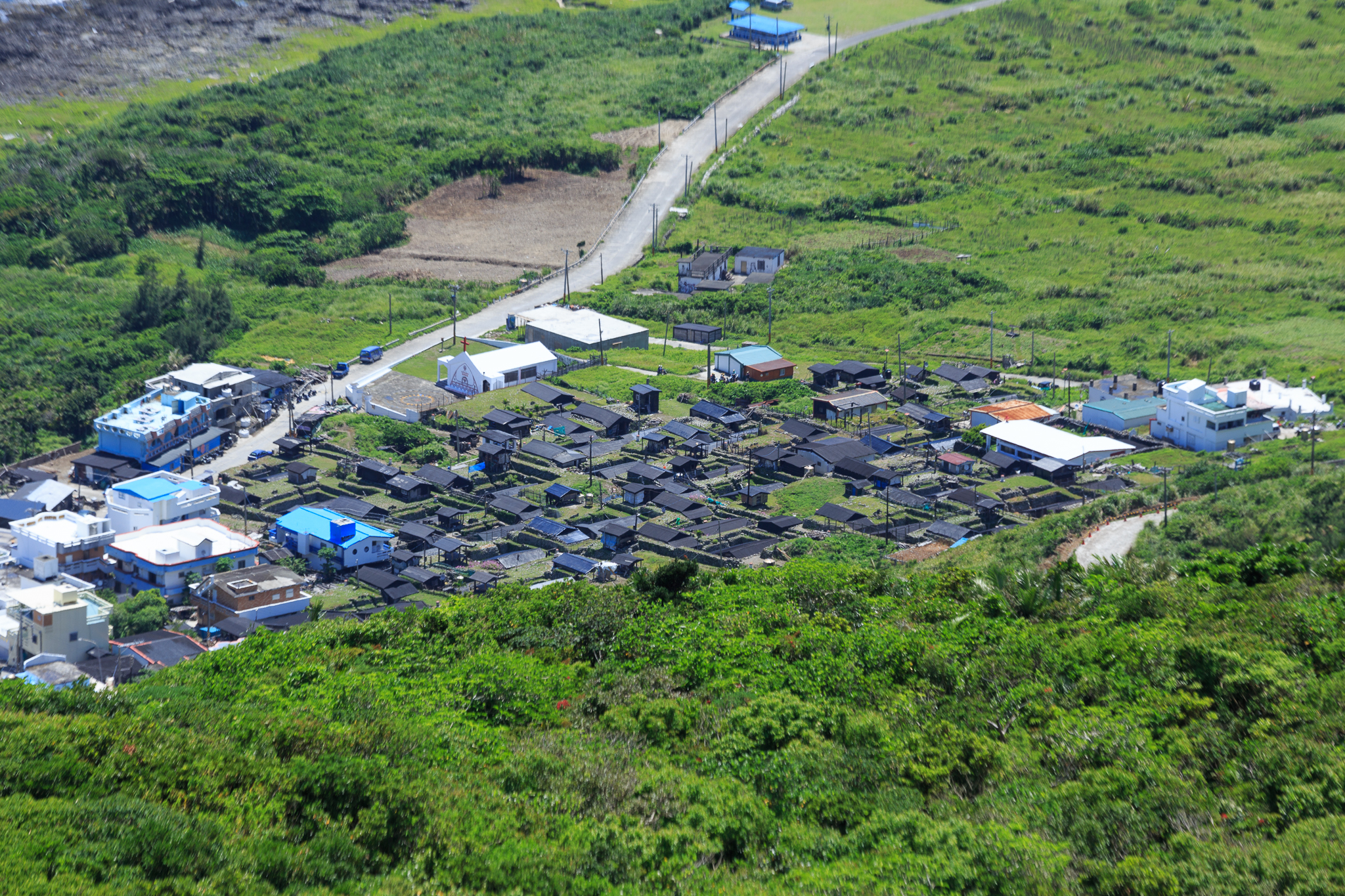
野銀部落
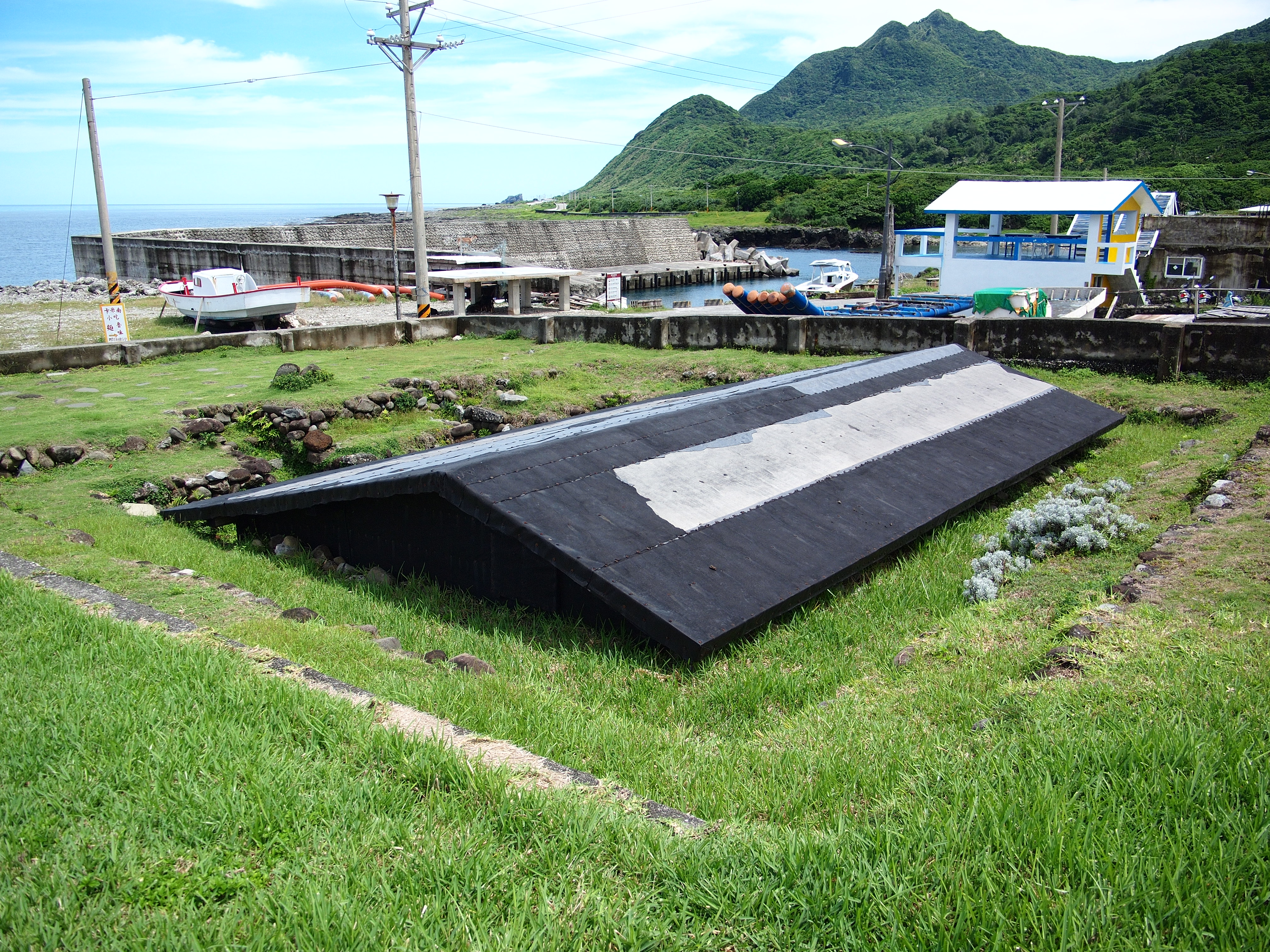
典型的達悟族地下屋
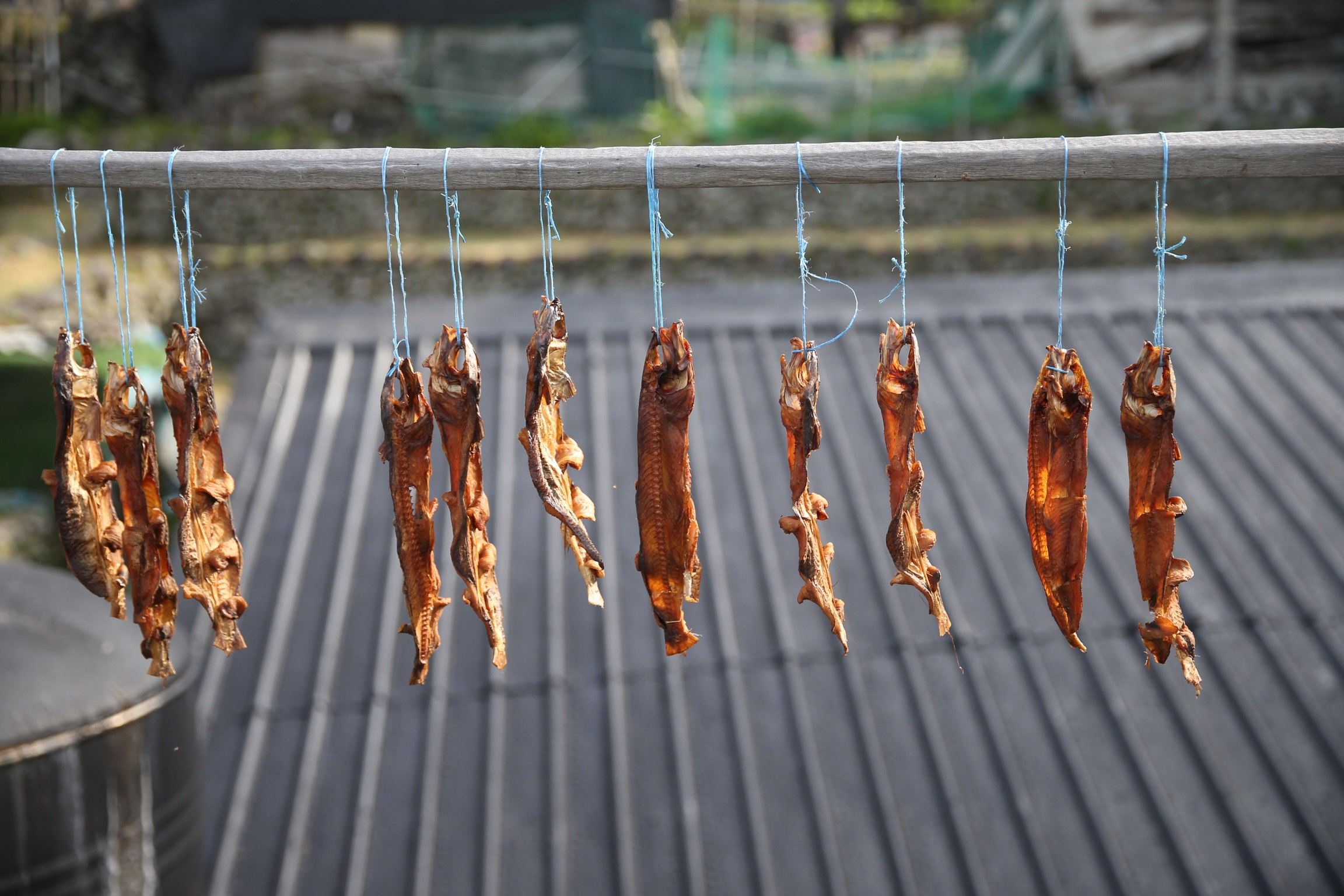
曬魚架

當前仍存於野銀部落的傳統建築為一山傍海的深穴式建築，是達悟族人因應蘭嶼島上高溫多雨、多颱風的特殊氣候而發展出來，主要於緩坡上挖出深約1至2公尺的凹穴，作為主屋及工作房的地基，四周再輔以石頭切成的圍牆，並使用蘭嶼山中自有林的木材構建作為屋身。其中，早期的屋頂是使用茅草覆蓋，而近年來則多使用鐵皮敷柏油或覆蓋油布。
每個傳統家屋主要則由主屋（家屋）、工作坊（高屋）、和涼台組成，還有前庭、靠背石、曬魚架、豬圈等生活空間構成。同時具有透氣、排水系統，並能夠適應當地極端的惡劣天氣，例如颱風、東北季風和地震等自然災害。
根據1937年（昭和12年）4月11日至18日，日本建築教育學者千千岩助太郎對居住於野銀部落的達悟族屋主施亞本‧史洛巴茲（シヤプン・シロパツ、Shiyapun Shiropatsu）所擁有的15幅家屋、工作房等整體環境、外觀及室內配置進行調查的測繪圖報告，典型的達悟族傳統建築則包括下列：

主屋為豎穴式住宅，地基略向前方傾斜，地板由木板鋪成，且為階梯式，每層皆為矩形平面。主屋有四個入口，門為拉門，前室左側設有爐灶和棚架，右側有箱型櫃子，並有三層式的吊棚與閣樓相連。後室也有四個入口，形狀與位置皆與前室相同但沒有門。後室有土間，土間右側有一個爐灶，背面牆壁設有一個後門，門為拉門。主屋外牆皆為木板牆，且兩側牆壁由石頭堆砌而成，顯示出其穩固耐用的結構。
工作房為平地式建築，且有地下室，平面為矩形。地板為木地板，高出地基30公分，天花板為折上式天花板。入口設置於牆壁兩側，因為沒有門，所以採用茅草來防風雨。工作室外牆為石頭堆砌而成，地下室的功能用於放置甕、工具、編織機等雜物，周圍牆壁為石頭堆砌。
涼台平面為矩形，為架高式建築，架高1.2公尺；地板為木板，且設有圓柱刻成的梯子，屋頂鋪設茅草。

## 外部連結
- 野銀舊部落| 台東觀光旅遊網 （页面存档备份，存于）
- 原住民族文化園區傳統建築|雅美族野銀社家屋 （页面存档备份，存于）